# تفسير شبر
تفسير شبر كتاب في تفسير القرآن من تأليف عبد الله شبر ويطلق عليه أيضا «صفاة التفسير» و«الجواهر الثمين في تفسير القرآن المبين»

## المؤلف
عبد الله بن محمد رضا بن محمد آل شُبّر (1188 هـ - 1242 هـ). هو رجل دين ومُحدّث ومتكلم ومُفسّر شيعي عراقي مُتَوفّى وعاش في أواخر القرن الثاني عشر الهجري والنصف الأول من القرن الثالث عشر. وهو محل توثيق عند عدد من رجاليي الشيعة ومُحدّثيهم.
بعد وفاة محسن الأعرجي سنة 1227 هـ، ثُمّ وفاة المرجع جعفر كاشف الغطاء سنة 1228 هـ؛ فقد توجه الشيعة في العراق نحو عبد الله شبّر وبدأت شهرته تتسع أكثر فأكثر حتى صار مرجعاً وكان عمره حينئذٍ 43 عاماً. كان ينعت بـالمجلسي الثاني.

## هيكلة الكتاب
الكتاب في مجلدين، المجلد الأول من بداية القرآن حتى سورة يوسف، يبدأ المجلد الثاني بسورة الرعد ويمتد حتى نهاية القرآن

## النسخ
نسخة مخطوطة من زمن المؤلف موجودة في قم بمكتبة المرعشي النجفي.

## وصلات خارجية
تحميل الكتاب